# Contele Zero
Contele Zero (denumire originală Count Zero) este un roman științifico-fantastic din 1986 scris de autorul William Gibson. Este al doilea roman din trilogia Sprawl, trilogie care începe cu Neuromantul și se termină cu Mona Lisa Overdrive, fiind un exemplu canonic al sub-genului cyberpunk.
Romanul a fost publicat în foileton în Isaac Asimov's Science Fiction Magazine în numerele din ianuarie 1986 January (nr. 100), februarie și martie, împreună cu imagini alb-negru creată de J. K. Potter. Coperta din ianuarie este dedicată acestei lucrări, cu imagini de Hisaki Yasuda.
Contele Zero a fost nominalizat la Premiile Locus și British Science Fiction Awards în 1986, precum și la premiile Hugo și Nebula în 1987.
Povestea are loc în Matrice la șapte ani după evenimentele din Neuromantul.

## Vezi și
- Realitatea simulată în ficțiune